# Benigna Cardoso da Silva
 (octobre 2019).
Si vous disposez d'ouvrages ou d'articles de référence ou si vous connaissez des sites web de qualité traitant du thème abordé ici, merci de compléter l'article en donnant les références utiles à sa vérifiabilité et en les liant à la section « Notes et références ».
Benigna Cardoso da Silva, née le 15 octobre 1928 et morte le 24 octobre 1941, était une jeune fille brésilienne, assassinée à 13 ans par un jeune homme pour avoir voulu préserver sa chasteté. Martyre de la pureté pour l'Église catholique, elle est béatifiée le 24 octobre 2022.

## Biographie
Benigna Cardoso da Silva est née à Santana do Cariri le 15 octobre 1928. Orpheline dès ses premières années, elle est adoptée par une famille habitant Oiti. Jeune fille ordinaire, elle se distingue toutefois par sa générosité et s'attire la sympathie des habitants du village. Elle est surtout très religieuse, ne manque pas d'aller à la messe tous les jours, s'adonne à quelques pénitences et fait la dévotion des premiers vendredis en l'honneur du Sacré-Cœur. Son curé remarque sa ferveur et l'encourage dans cette voie
Dans l'après-midi du 24 octobre 1941, alors qu'elle s'en va puiser de l'eau au puits situé en dehors du village, elle est agressée par un jeune homme, Raul Alves, qui lui faisait régulièrement des avances. Benigna a toujours refusé, car elle veut préserver sa virginité pour Jésus.
Face à ce nouveau refus, Raul Alves tente de la violer. Elle se défend, mais pris de rage, le jeune homme la frappe à coups de machette au front, au dos et au cou. La voyant morte, il s'enfuit.
Découvert dans la soirée, son corps mutilé est enterré au cimetière de São Miguel à Santana do Cariri. À l'occasion, le curé, P. Cristiano Coelho Rodrigues, qui était aussi le directeur spirituel de Benigna, la qualifia d'« héroïne de la chasteté ». Dès lors, un grand nombre de visiteurs vinrent se recueillir sur sa tombe et l'invoquer comme une sainte.

## Reconnaissance du martyre
La cause pour la béatification et la canonisation de Benigna Cardoso da Silva est ouverte le 16 mars 2013, à Crato. L'enquête diocésaine récoltant les témoignages sur sa vie et les conditions de sa mort se clôture le 21 septembre 2013, puis est envoyée à Rome pour y être étudiée par la Congrégation pour les causes des saints.
Après le rapport positif des différentes commissions sur la sainteté et le martyre de Benigna Cardoso da Silva, le pape François reconnait, le 2 octobre 2019, qu'elle est morte 'pour la défense de sa chasteté, la déclarant ainsi martyre, et signe le décret permettant sa béatification.
Prévue initialement le 21 octobre 2020, la messe de sa béatification a été reportée à cause de l'épidémie de Covid-19.
Elle est finalement béatifiée par l'Église catholique le 24 octobre 2022 à Crato. Elle est fêtée le 24 octobre date anniversaire de sa "naissance au Ciel".